# Chrysometa maculata
Chrysometa maculata är en spindelart som först beskrevs av Bryant 1945.  Chrysometa maculata ingår i släktet Chrysometa och familjen käkspindlar. Inga underarter finns listade i Catalogue of Life.